# تیری وینیرون
تیری وینیرون (فرانسوی: Thierry Vigneron‎؛ زادهٔ ۹ مارس ۱۹۶۰) ورزشکار پرش با نیزه اهل فرانسه بود.
وی در مسابقات کشوری و بین‌المللی در مجموع برندهٔ ۳ مدال طلا، ۴ مدال نقره، ۳ مدال برنز شده‌است.